# Fouga
Fouga (также Air Fouga) — ныне не существующая французская авиастроительная компания. Основана в 1920 году Гастоном Фуга в Безье. Первоначально специализировалась на ремонте железнодорожного подвижного состава; позже перешла к производству планёров и самолётов, которые она выпускала на своих деревообрабатывающих предприятиях в Эр-сюр-л’Адур. Наиболее известным из них стал учебно-тренировочный CM.170 Magister. В мае 1958 года компания была приобретена конкурирующей фирмой Potez и поглощена ею; ныне их бывшие заводы в Тулузе работают в составе группы Airbus.

## История
В 1920 году Гастон Фуга, инженер фирмы CF du Midi основал в Безье компанию по ремонту принадлежащего CF du Midi подвижного состава. В 1935 году он приобрёл авиационную компанию в Эр-сюр-л'Адур.. Она начала разработку проектов самолётов, на основе материалов, приобретенных у нанятого инженера Пьера Мобуссена. Определённую роль в разработке сыграли консультации, полученные от специалистов, работавших на конкурирующую фирму Breguet Aviation. Позже к Мобуссену присоединился Робер Кастелло, ушедший из Dewoitine.
После Освобождения собственность компании была конфискована по обвинению в  коллаборационизме. Гастон Фуга умер в августе 1944 года, но его наследники продолжали работать в авиационной промышленности. В ноябре 1944 года Пьер Мобуссен при поддержке Роберта Кастелло взял на себя техническое руководство Société Aéronautique Fouga. В дальнейшем разработанные ими конструкции несли марку C.M. (Кастелло-Мобуссен).
Компания разработала несколько конструкций летательных аппаратов для французских вооруженных сил, в частности десантный планёр CM.10, способный транспортировать 35 солдат Его лётные испытания дали неоднозначные результаты: первый прототип разбился в Бретиньи-сюр-Орж 5 мая 1948 года. Уже полученный заказ на выпуск 100 планеров был отменен, хотя построить успели всего 5 машин.
В последующие годы Fouga продолжала работать над собственными проектами. В 1948 году началась разработка новой конструкции учебно-тренировочного реактивного самолета, впоследствии получившего название CM.170 Magister. После испытаний компания доработала его в соответствии с требованиями национальных ВВС, в частности установила 2 турбореактивных двигателя Turbomeca Marboré. Его первый полет состоялся 23 июля 1952 года, а первый заказ был получен 13 января 1954 года. Были заключены контракты на лицензионный выпуск самолёта в Западной Германии, Финляндии и Израиле.
На основе конструкции CM.170 также был разработан проект палубного CM.175 Zéphyr для французского флота. На фоне коммерческого успеха Magister в 1953 году компания открыла новый завод в Тулузе  специально для его производства.
В мае 1958 года Fouga, вместе со всеми ее активами, была выкуплена конкурентом — компанией Potez и стала именоваться «Potez-Air-Fouga»; их совместная модель пассажирского Potez 840 потерпела неудачу.
В конце 1961 года компания Fouga было официально упразднена. Шестью годами позже мощности Potez и Fouga были включены в состав Sud-Aviation, в результате слияния которой с компаниями Nord Aviation и SÉREB образовался аэрокосмический конгломерат Aérospatiale (далее EADS, ныне входит в группу Airbus).

## Продукция компании

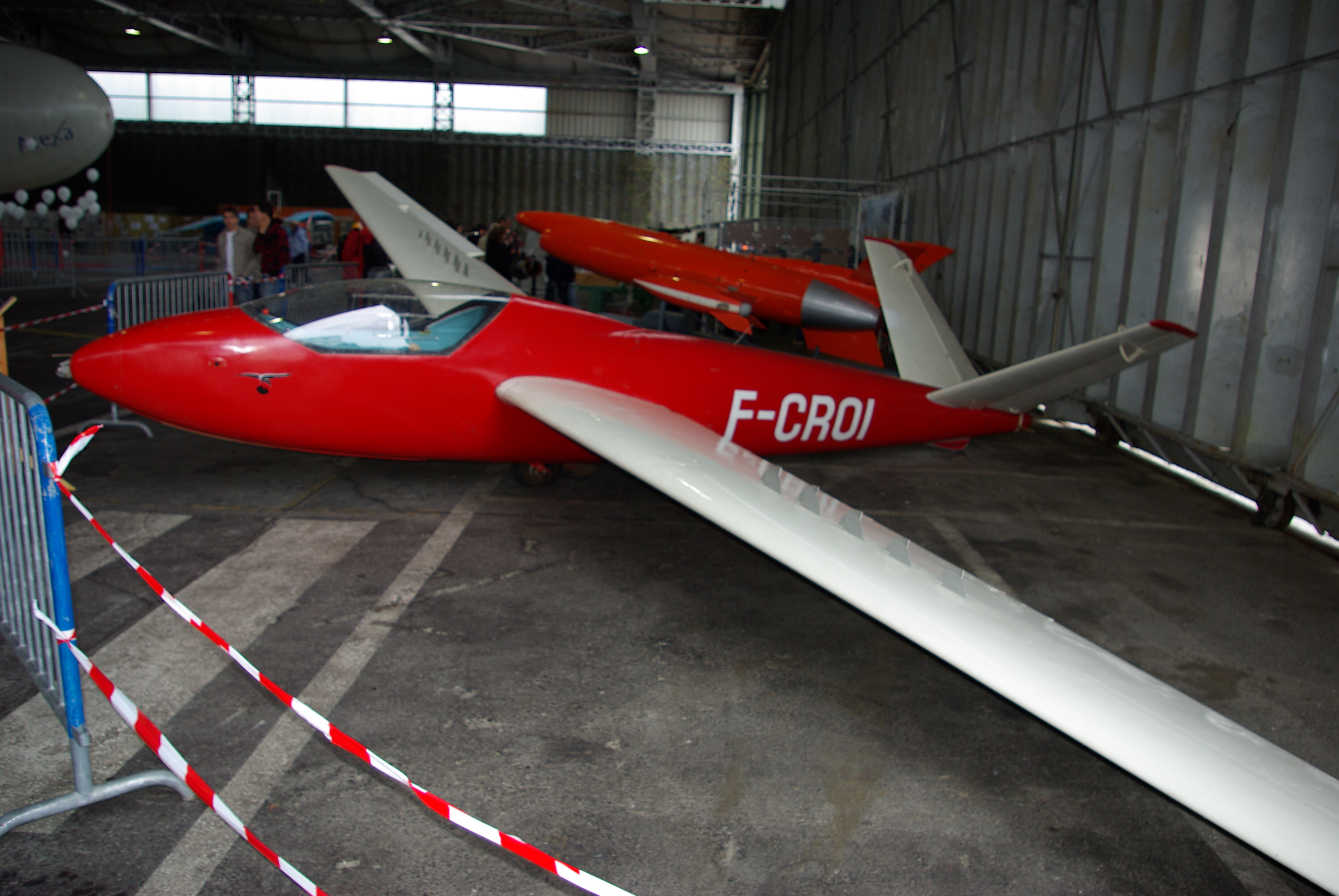
Fouga CM.8.13

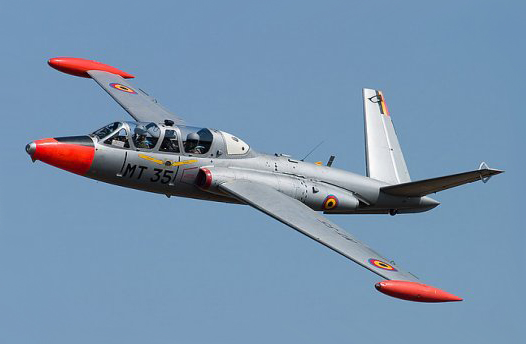
СМ.170 Magister ВВС Бельгии

- Fouga CM.7 (1948)
- Fouga CM.71 (1952)
- Fouga CM.8 (1949)
- Fouga CM.10 (1947)
  - Fouga CM.100 (1949)
- Fouga CM.88 Gemeaux (1951)
- Fouga СМ.170 Magister (1949)
- Fouga CM.170M Esquif
- Fouga CM.171 Makalu (1956)
- Fouga CM.173 Super Magister
- Fouga CM.175 Zéphyr (1949)
- Potez-Heinkel CM.191